# Stychoides strandiellus
Stychoides strandiellus – gatunek chrząszcza z rodziny kózkowatych i podrodziny zgrzypikowych. Jedyny przedstawiciel rodzaju Stychoides.

## Zasięg występowania
Gatunek ten występuje w Papui Nowej Gwinei.